# 家政高等学校
家政高等学校（かせいこうとうがっこう）は、主に家政についての専門技術や知識を習得するために「家庭に関する学科」（家政科）が設置されている高等学校のことである。家庭高等学校（かていこうとうがっこう）とも。
「家庭に関する学科」は普通科などに併設されることが多いため、現在では学校名として家政高等学校を称することは稀であるが、過去には職業高等学校としての体裁を整えた学校などが家政高等学校を称していた。

## おもな設置学科
多くの家政高等学校で設置されていた学科には、次のようなものがある。
- 家政科

## 過去に家政高等学校を称していた学校

### 北海道
- 北海道遠軽家政高等学校（後北海道遠軽郁凌高等学校）
- 北海道釧路家政高等学校（後北海道釧路星園高等学校）
- 札幌市立家政高等学校（現北海道札幌星園高等学校）
- 名寄家政高等学校（現名寄市立大学）

### 宮城県
- 石巻家政高等学校（後の石巻市立女子高等学校）
- 気仙沼家政高等学校（現気仙沼女子高等学校）

### 山形県
- 山形県立鶴岡家政高等学校（現山形県立鶴岡中央高等学校）
- 酒田家政高等学校（現天真学園高等学校）
- 米沢家政高等学校（現米沢中央高等学校）

### 群馬県
- 明和家政高等学校（後明和高等学校 (群馬県)）

### 埼玉県
- 本庄家政高等学校（現本庄第一高等学校）

### 千葉県
- 千葉県組合立御宿家政高等学校（現千葉県立勝浦若潮高等学校御宿校舎）

### 新潟県
- 高田家政高等学校（現上越高等学校）

### 愛知県
- 岡崎家政高等学校（現岡崎学園高等学校）

### 兵庫県
- 湊川家政高等学校（現三田松聖高等学校）

### 鳥取県
- 鳥取家政高等学校（現鳥取敬愛高等学校）

### 島根県
- 浜田市立家政高等学校（現島根県立浜田高等学校）
- 川本家政高等学校（現石見智翠館高等学校）
- 松江家政高等学校（現開星中学校・高等学校）

### 熊本県
- 玉名家政高等学校（現玉名女子高等学校）

## 備考
下記の学校は現在でも学校名に「家政」を用いているが、「家庭に関する学科」は設置されていない。
- 東京家政学院中学校・高等学校
- 東京家政大学附属女子中学校・高等学校